# 奚正平
奚正平（1966年12月—），安徽芜湖人，东北工学院冶金物理化学专业毕业，工学博士，教授级高级工程师。1992年5月加入中国共产党。曾任陕西省科学技术厅厅长及中共渭南市委副书记、渭南市市长。现任中国有色矿业集团有限公司党委书记、董事长。

## 早年经历
1982年8月，16岁的奚正平考入原东北工学院冶金物理化学专业学习。1986年本科毕业后，留校继续攻读研究生学历；1992年，获工学博士，并被分配到位于西安的西北有色金属研究院工作。在研究院，奚正平前后工作18年；历任超导研究所工程师、高级工程师、副所长，研究院院长助理、教授级高级工程师。

## 仕途
1998年5月，奚正平出任西北有色金属研究院副院长；2005年5月，升任院长、研究院党委委员；其间，还曾兼任西部金属材料股份有限公司董事长。2008年1月，奚正平当选第十一届陕西省人大常委会委员，并任教科文卫委员会副主任委员；当年3月起，还兼任陕西省材料科学工程院院长。
2010年12月，奚正平调任陕西省科学技术厅厅长，正式进入政府部门工作；2013年2月，出任中共渭南市委副书记，渭南市代市长；4月，正式当选渭南市市长。
2015年1月，调任中国有色矿业集团有限公司副总经理、党组成员。
2015年11月，任中国航空油料集团公司总经理。
2018年3月，任中国航空油料集团有限公司党委副书记、董事、总经理。
2020年8月，任中国有色矿业集团有限公司党委书记、董事长。
是十二届中共陕西省委委员，陕西省十一届人大代表，陕西省九届政协委员，渭南市四届人大代表。